# Rainer Kriester

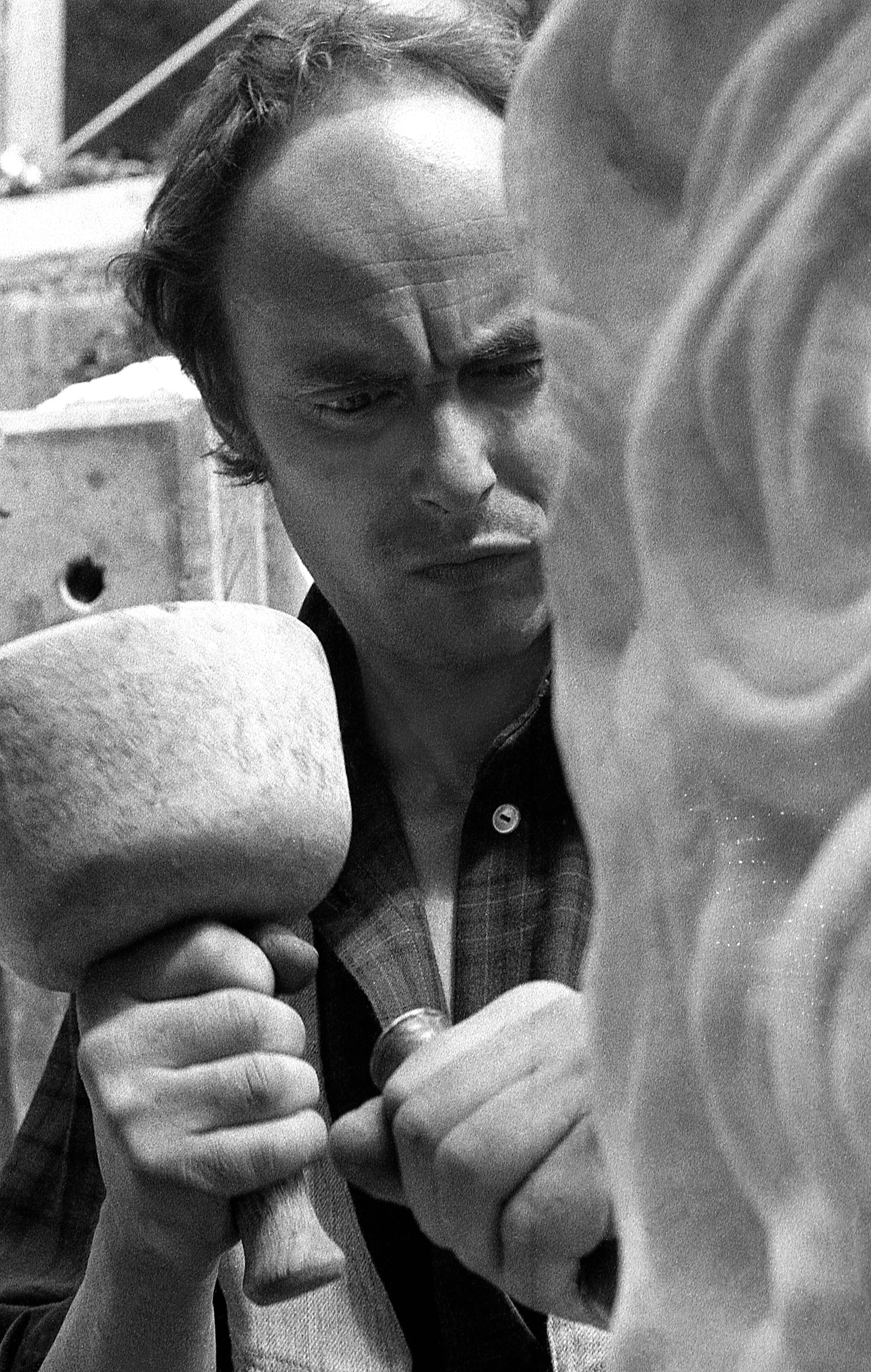
Rainer Kriester (1975)

Rainer Kriester (* 12. Juni 1935 in Plauen; † 14. Mai 2002 in Vendone, Italien) war ein deutscher Maler und Bildhauer.

## Leben und Werk

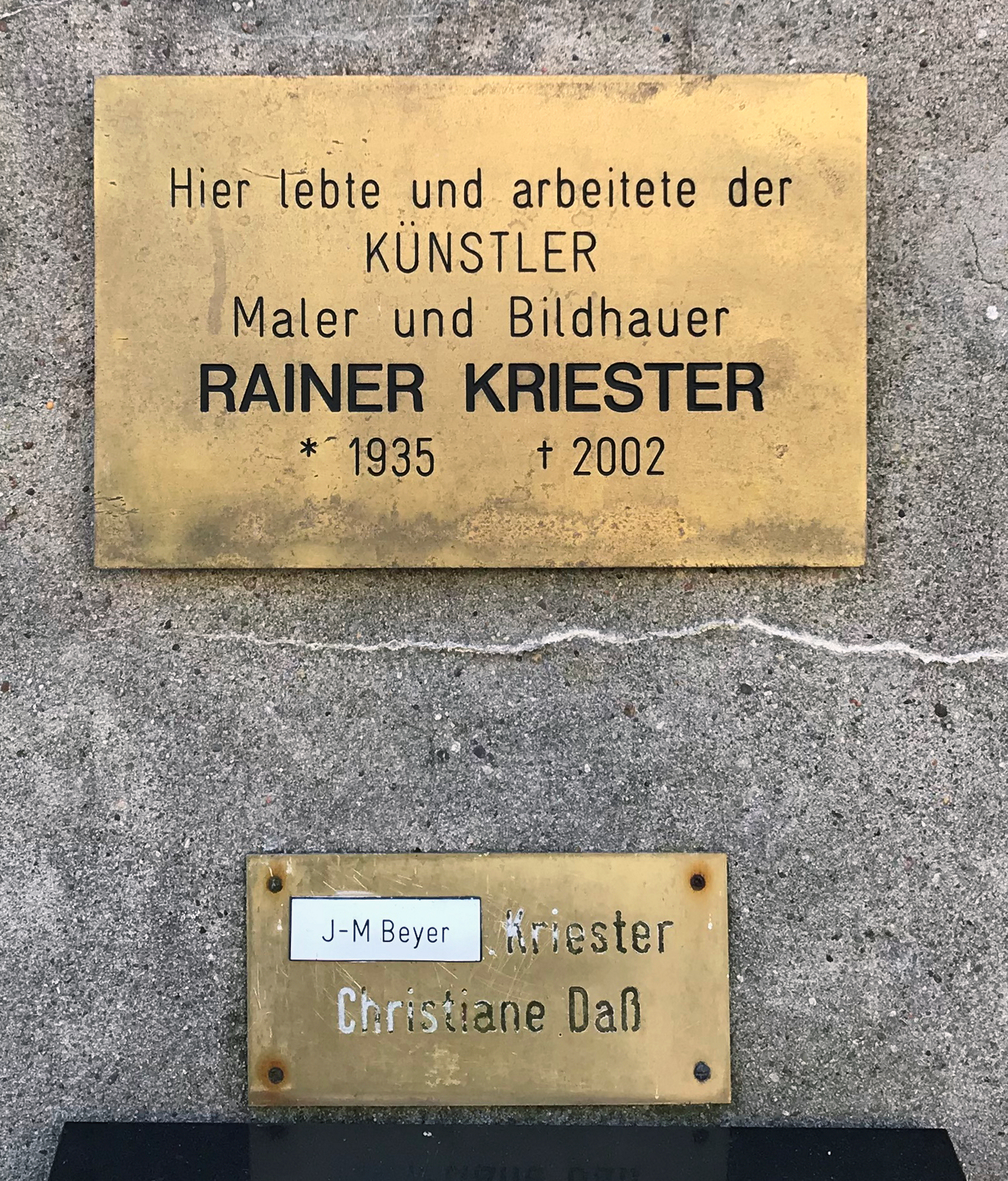
Gedenktafel Berlin-Grunewald, Baraschstraße 6 (bis 2022 Wissmannstraße)

Nach seinem Medizinstudium reiste Kriester 1958 aus der damaligen DDR aus. Er begann 1961 an der Berliner Kunsthochschule ein Studium in den Fächern Malerei und Bildhauerei.
Seit 1970 arbeitete Kriester aber mehr als Bildhauer. Seine erste große Ausstellung hatte er im selben Jahr. Ein großer Teil seiner damaligen Arbeiten beschäftigte sich mit abstrahierten Köpfen, die vorwiegend durch Stachel und Nägel gestaltet sind und die er auch als Stelen oder Kopfzeichen bezeichnete.
Ab 1982 lebte und arbeitete Kriester in Albenga, einem Ort in Ligurien, im Wechsel mit Berlin. Für die dort geschaffenen Skulpturen verwendete er den an Ort und Stelle gewachsenen, porösen, stumpfweiß bis leicht rosa gefärbten Kalkstein. Eine aus diesem Material gefertigte Skulptur Großes weißes Kopfzeichen (1984–87) steht im Kanzleramt in Berlin. Der Künstler hielt sich dabei an die vorgefundene Form des Steinblocks und bearbeitete nur seine Oberfläche.
Kriester wurde im italienischen Vendone begraben. In Vendone (Due Torri), zwischen Alassio und Albenga, nördlich des Capo Lena wurde ein Skulpturenpark mit ungefähr 35 Arbeiten von ihm gestaltet.
Rainer Kriester war Mitglied im Deutschen Künstlerbund.

## Privatleben
Kriester war mit der Schauspielerin Christiane Dass (1936–2020) verheiratet, mit der er 40 Jahre lang lebte und die als seine Managerin und PR-Agentin agierte. Nach seinem Tod richtete sie die „Fondazione Kriester“ ein und verwaltete seinen Nachlass.

## Arbeiten (Auswahl)

### Deutschland
Viele seiner Werke sind in öffentlichen Räumen aufgestellt, unter anderem in Berlin und Osnabrück.

### Niederlande
- Gorinchem: Großes schwarzes Kopfzeichen II (1984)
- Utrecht: Gedankenkopf (1980)

## Bildergalerie

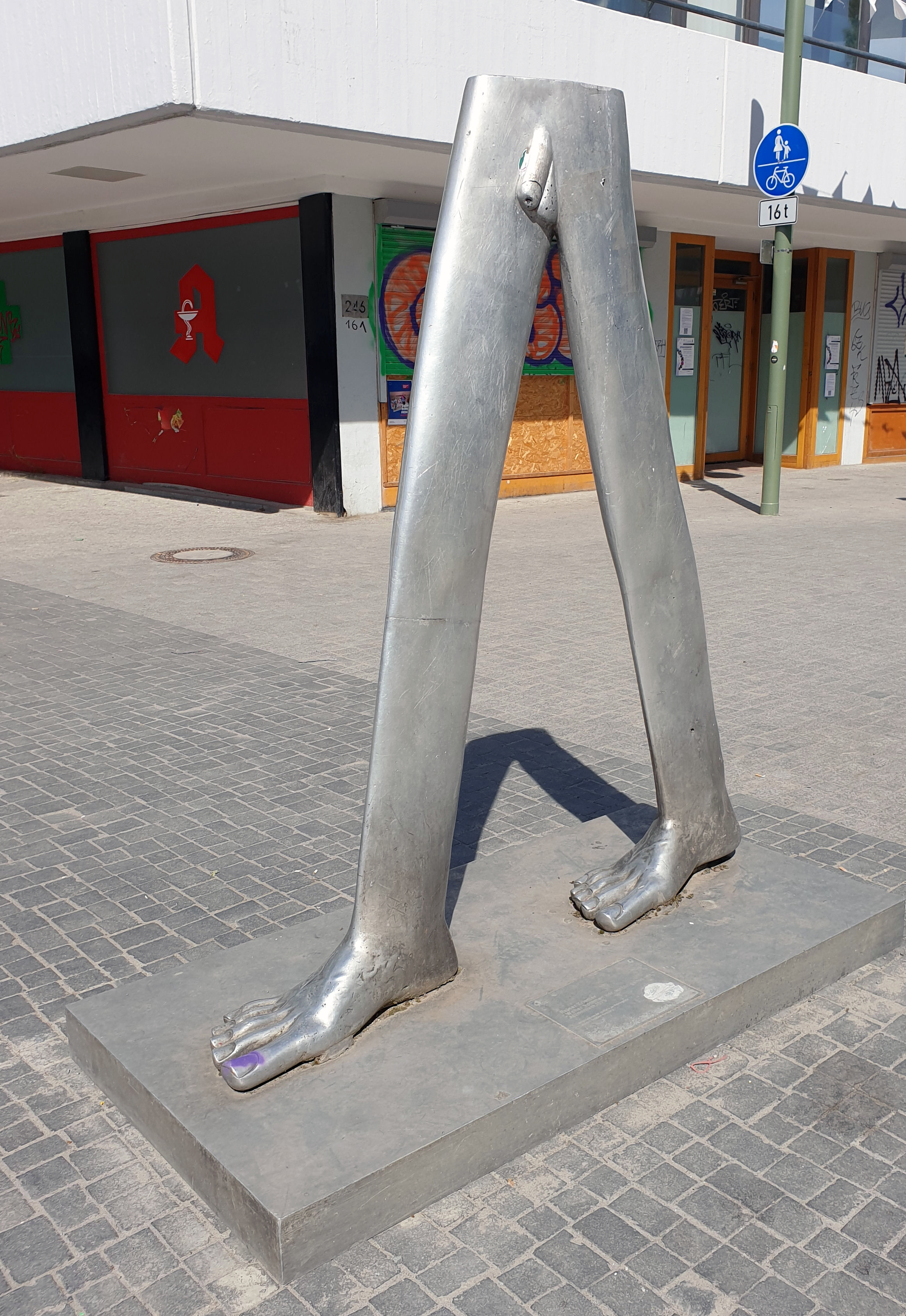
Woher kommen wir, wohin gehen wir (1975), Berlin
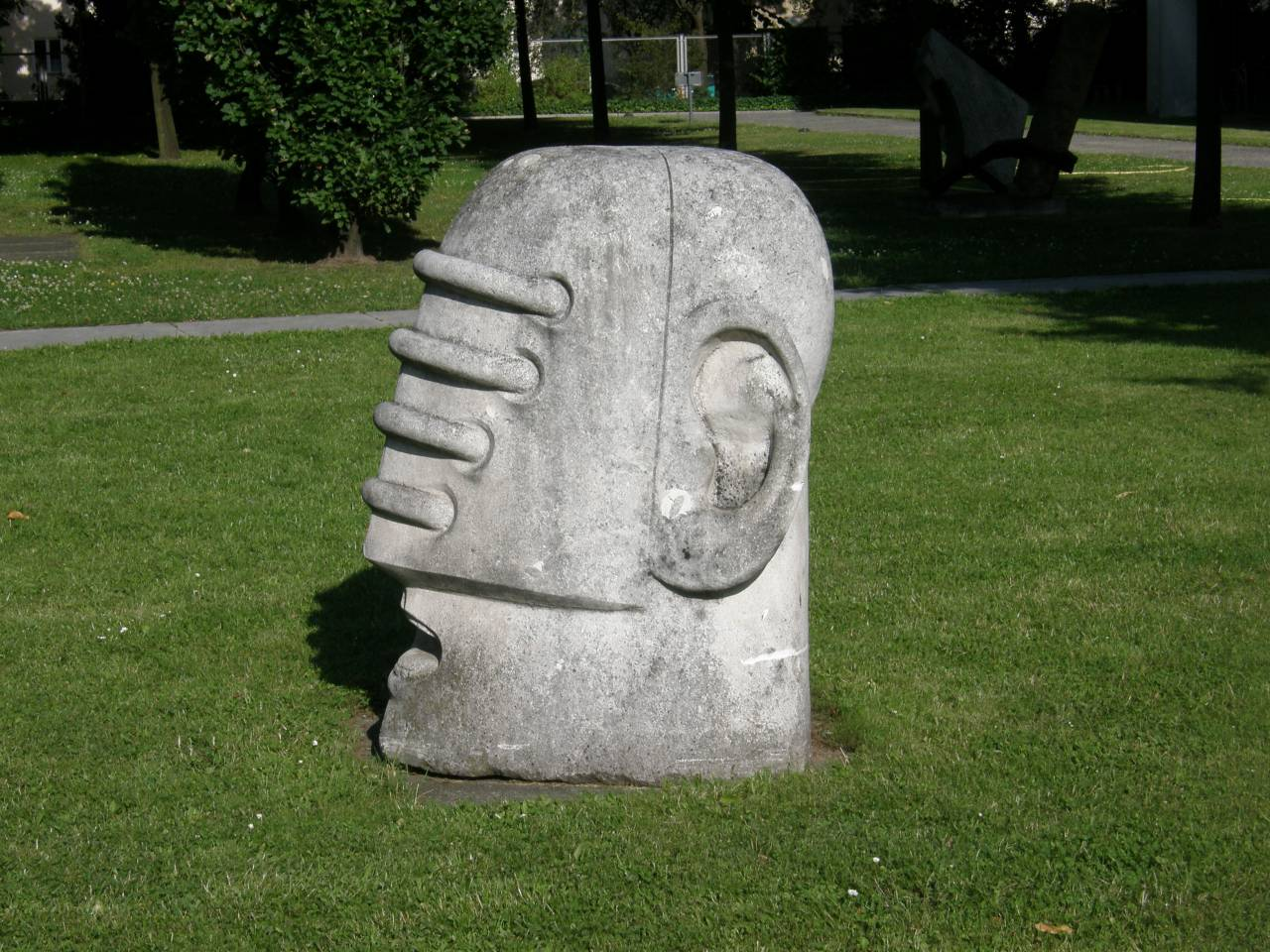
Meditationsraum (1976), Berlin
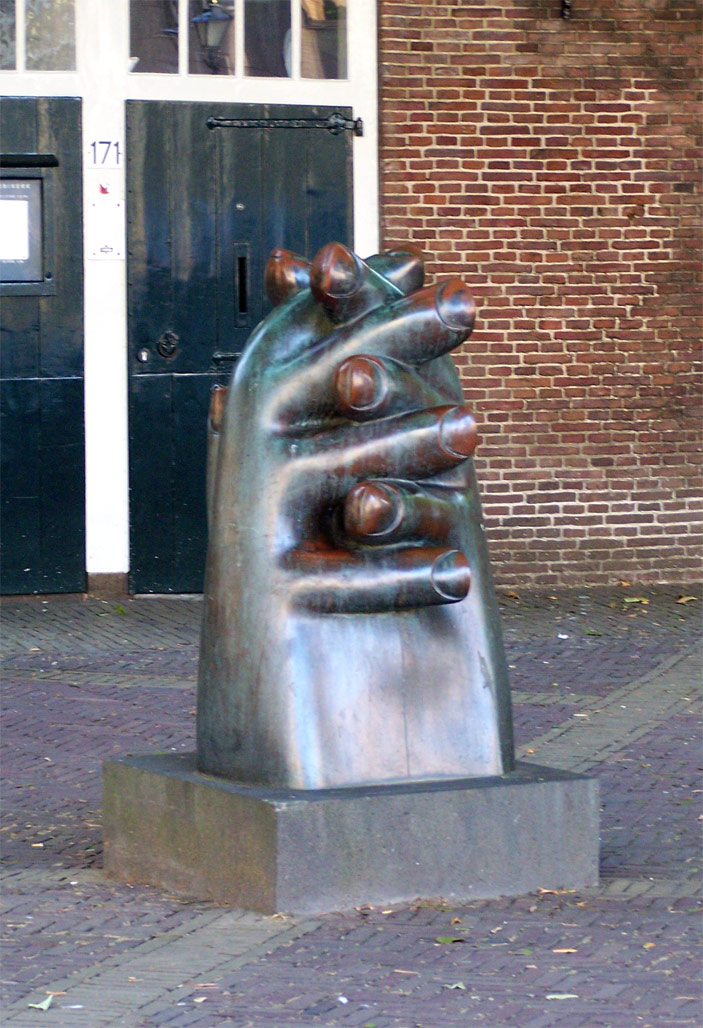
Gedankenkopf (1980), Utrecht
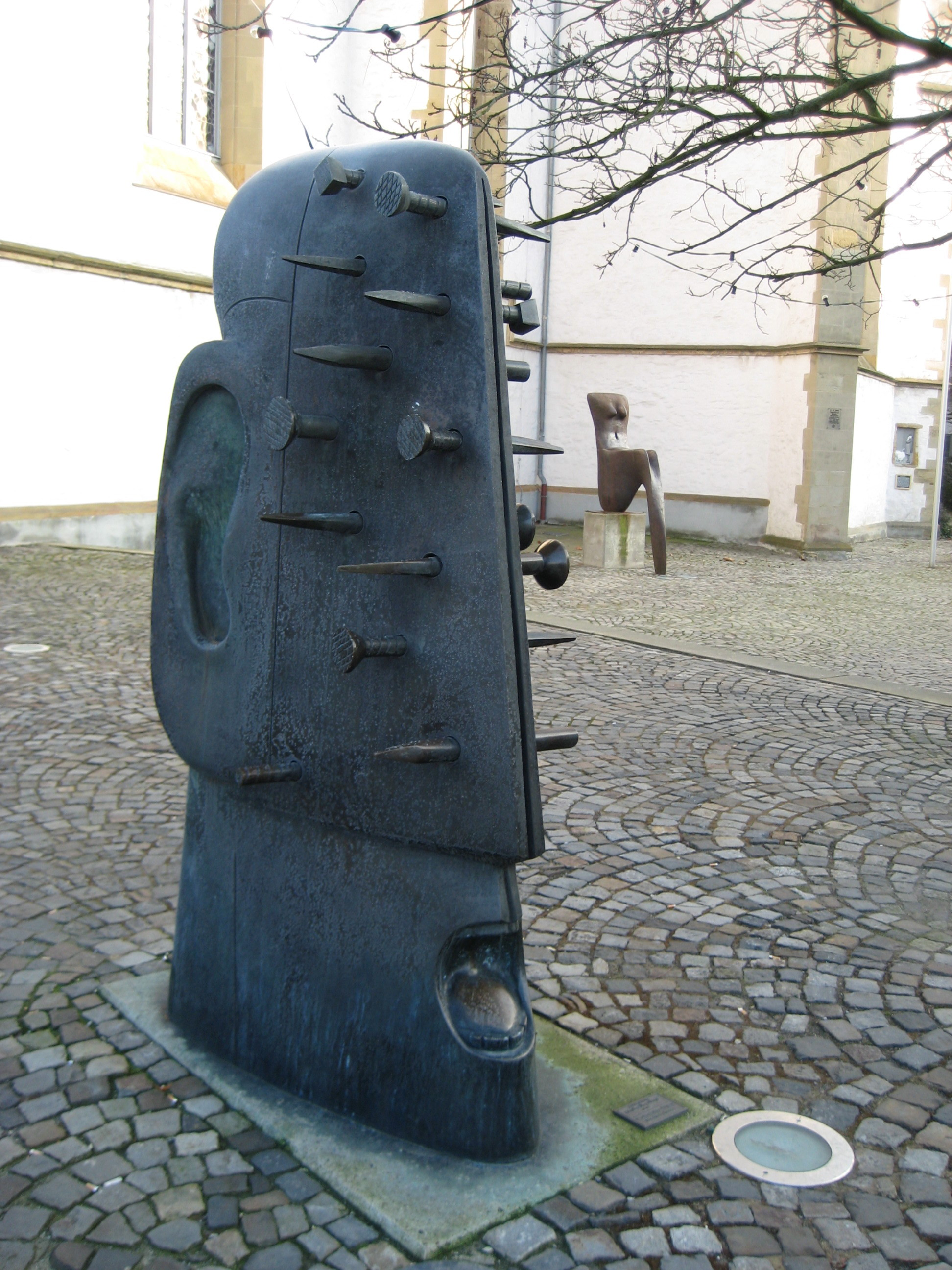
Nagelkopf (1981/82), Osnabrück
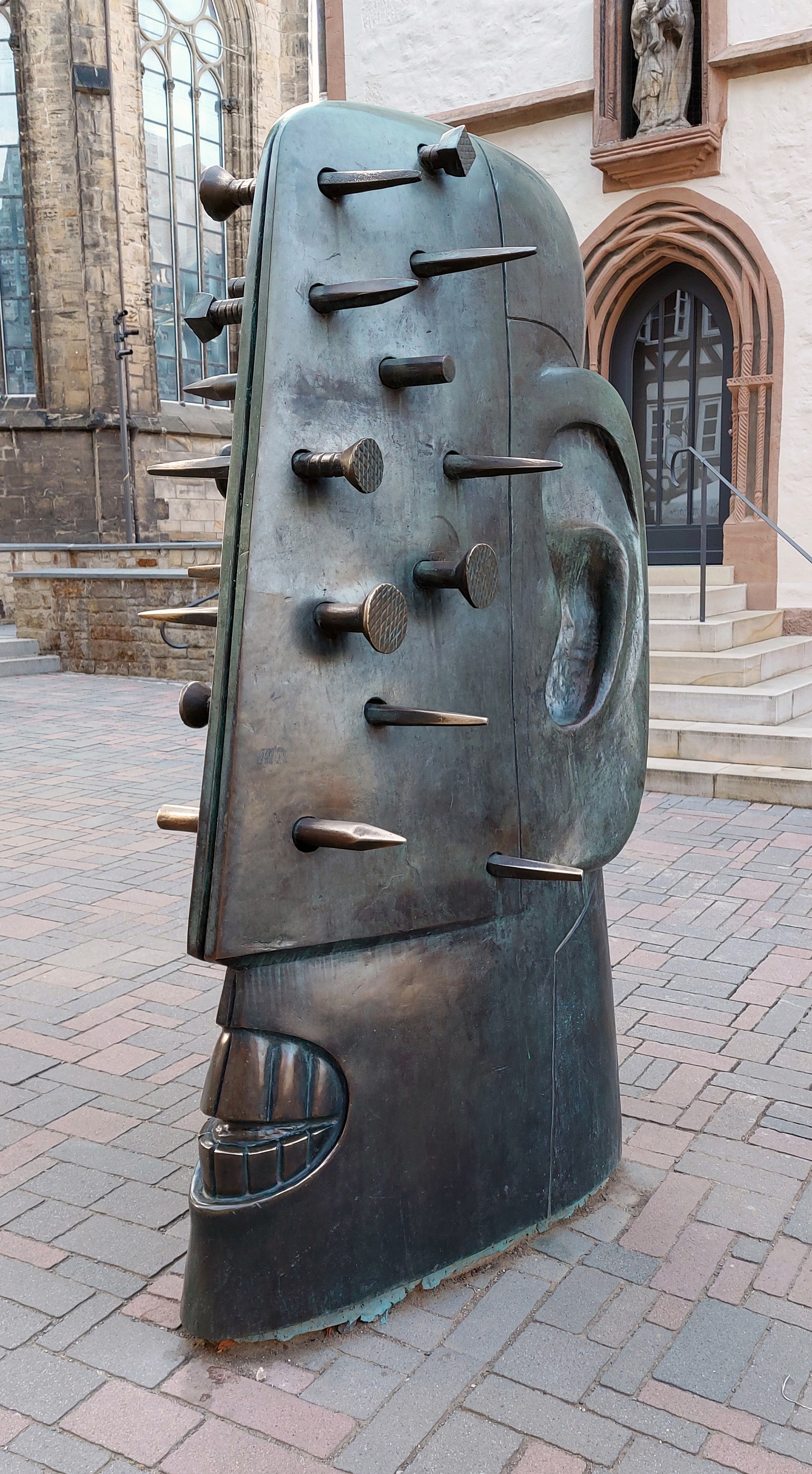
Goslarer Nagelkopf (1981), Goslar
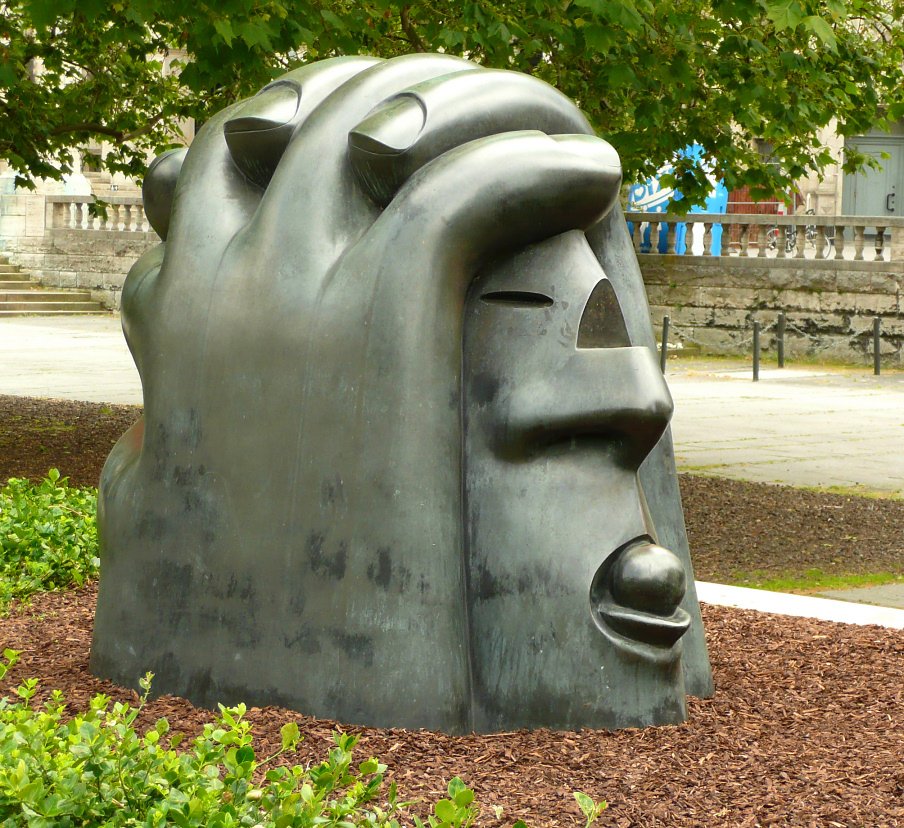
Großer verletzter Kopf (1981/82), Bronze. Trammplatz, Hannover
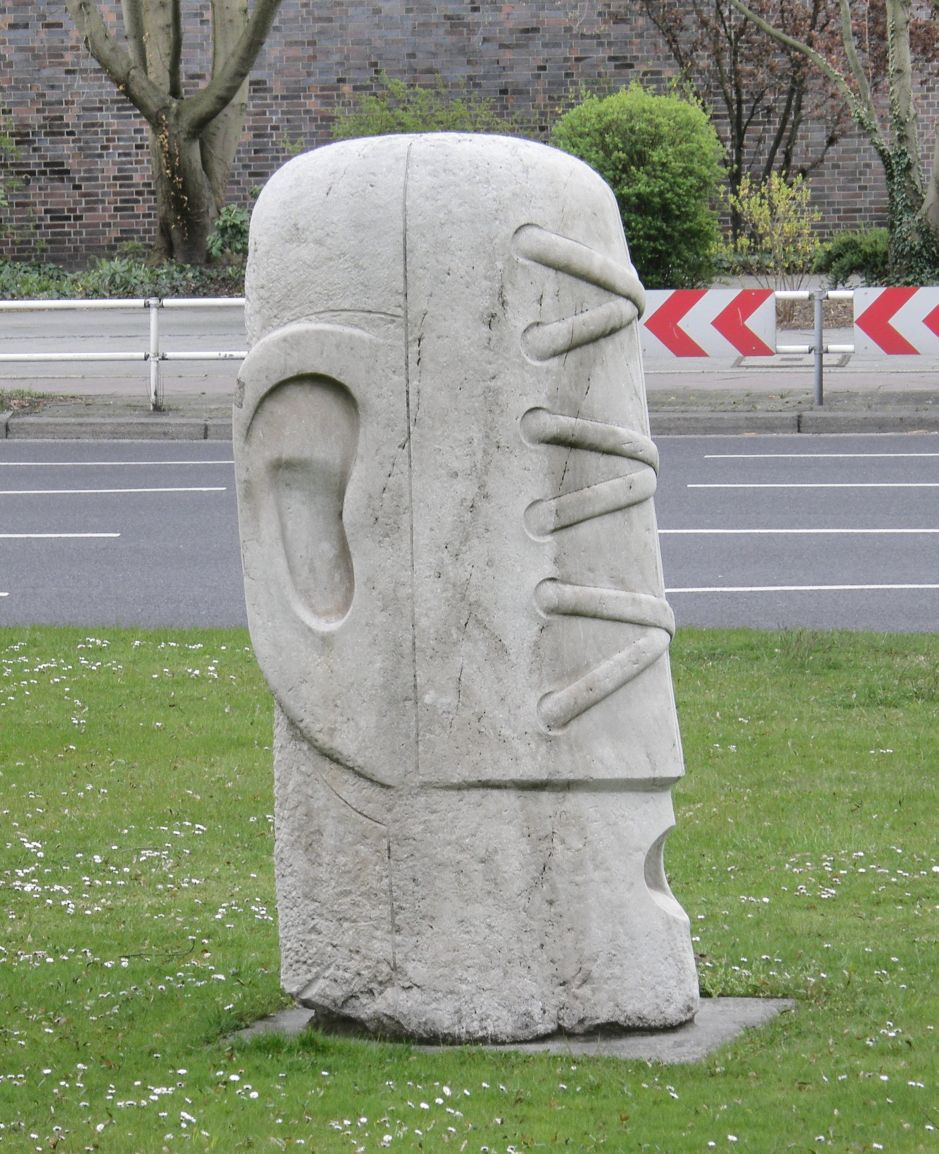
Zwei Köpfe: Großer verschnürter Kopf (1989), Berlin
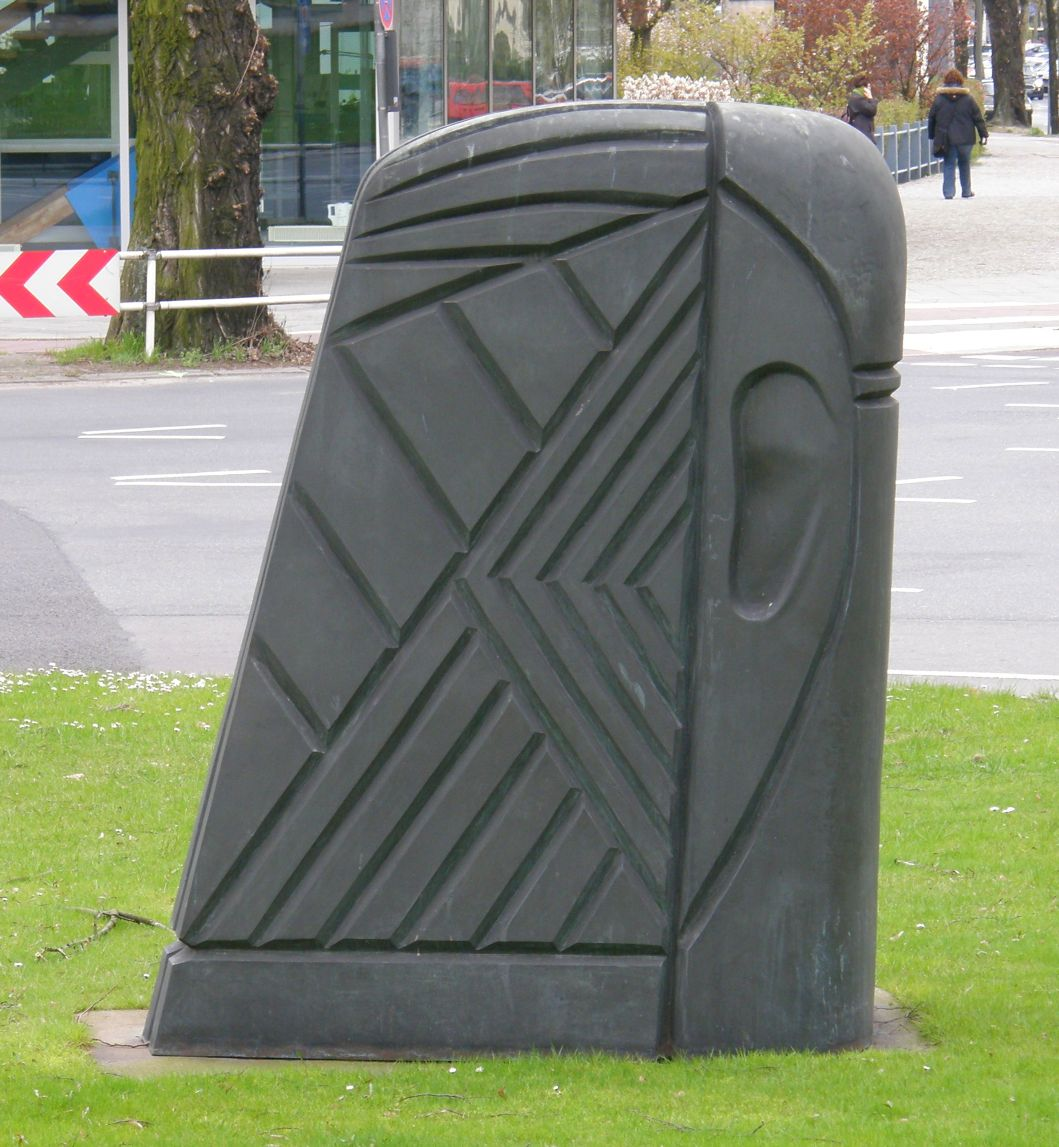
Zwei Köpfe: Großes Berliner Kopfzeichen (1989), Berlin
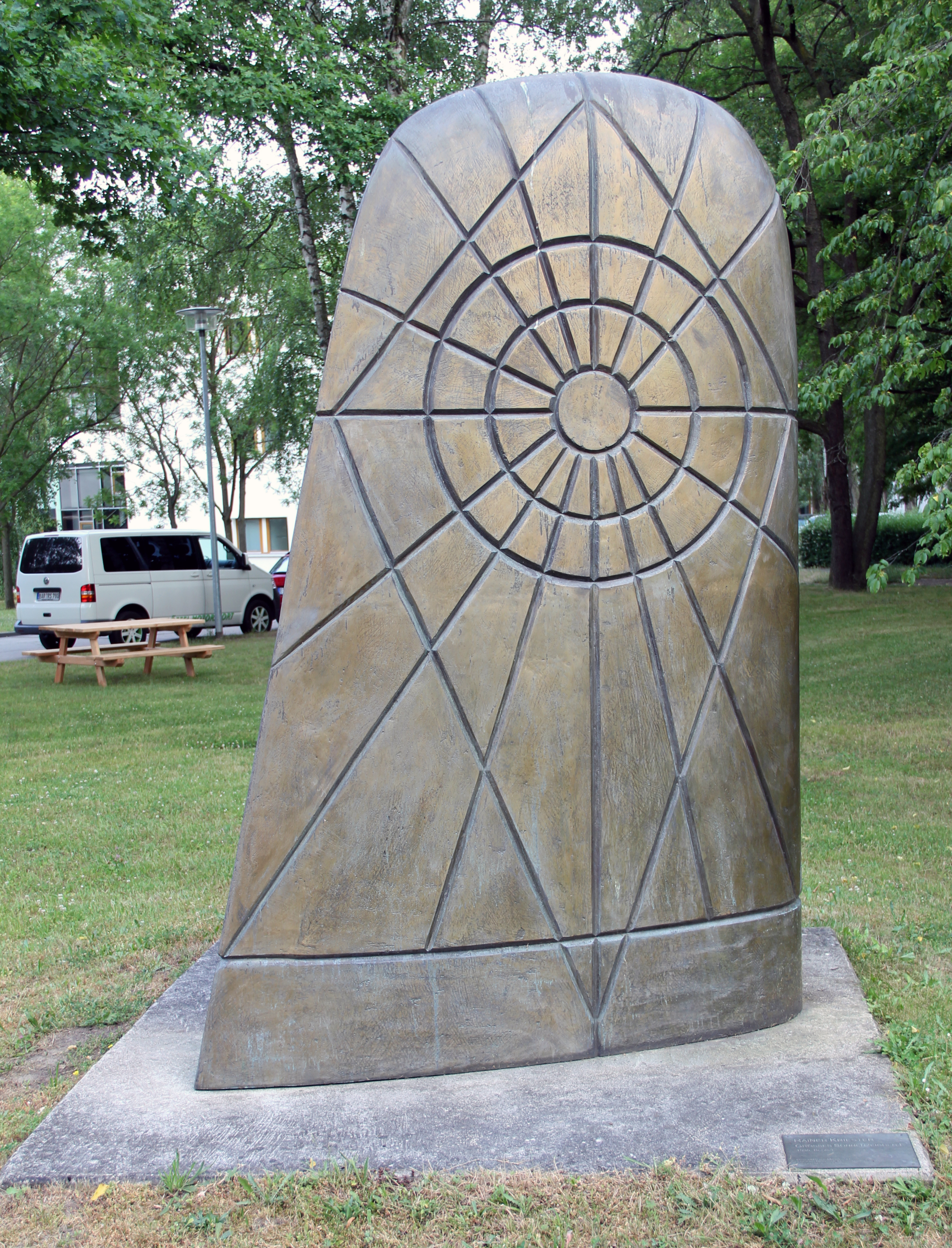
Großes Sonnenzeichen I (1995), Berlin